# Zelometeorium ambiguum
Zelometeorium ambiguum là một loài Rêu trong họ Meteoriaceae. Loài này được (Hornsch.) Manuel miêu tả khoa học đầu tiên năm 1977.